# دخیل‌عباس زارع‌زاده مهریزی
دخیل‌عباس زارع‌زاده مهریزی از اعضای  جبهه پایداری، نمایندهٔ دورهٔ نهم مجلس شورای اسلامی و سخنگوی کمیسیون سیاست داخلی و شوراهای مجلس شورای اسلامی از حوزهٔ انتخابیهٔ مهریز و بافق در استان یزد است. .